# 余良楨
余良楨（1527年—？），原名良民，字士翼，號承溪，江西南昌府奉新縣人，軍籍，明朝政治人物。

## 生平
江西鄉試第七十七名舉人，隆慶五年（1571年）登辛未科會試第三十四名，第三甲第二百二十四名進士。都察院觀政，官至海寧縣知縣。萬曆元年（1573年）改任教授，卒于官。

## 家族
曾祖余嗣文；祖父余孔縈，贈順天府經歷；父余茂，長沙府通判。母魏氏（封孺人）。慈侍下。兄余良能（序班），弟余良士、余良樞（同科進士）、余良登。